# Lucifer (crustáceo)
Lucifer es un género de langostinos de la familia Luciferidae.

## Descripción
Lucifer cuenta con un cuerpo largo, pero muchos menos apéndices que otros camarones, con solo tres pares de pereiópodos restantes, todos sin pinzas. Tampoco presenta branquias. Las hembras, únicas entre los camarones, llevan los huevos fecundados en sus pleópodos hasta que están listos para eclosionar. Esto es similar al desarrollo de un sistema en los pleociemados, aunque la fijación es menos fuerte en Lucifer. La longitud de los pedúnculos oculares y la forma del petasma se han utilizado para distinguir las especies, incluso antes de que algunas fueran transferidas posteriormente al género Belzebub. Solo cuenta con dos especies: L. orientalis y L. typus y miden aproximadamente de 1-2 cm de longitud (0,39-0,78 pulgadas); el nombre Lucifer en latín significa «portador de luz» y fue dado al género debido a la bioluminiscencia que les caracteriza.